# Kapela sv. Roka u Varaždinu
Kapela sv. Roka nalazi se u Varaždinu, nasuprot stadiona Varteks.
Filijalna je to kapela pod upravom otaca kapucina u Varaždinu. Smještena van povijesne jezgre na staroj povijesnoj komunikaciji, podignuta je krajem 17. stoljeća kao zavjetna kapela protiv kuge. Iako vanjštinom skromna i jednostavna, svojim križnim tlocrtnom kao i skladno riješenim unutrašnjim prostorom prezentira zrelo barokno ostvarenje unutar korpusa sakralne arhitekture grada Varaždina.

## Zaštita
Pod oznakom Z-6237 zavedeno je kao nepokretno kulturno dobro - pojedinačno, pravna statusa zaštićena kulturnog dobra, klasificirano kao "sakralna građevina".